# Jordanowo (województwo lubuskie)
Jordanowo (niem. Jordan) – wieś w Polsce położona w województwie lubuskim, w powiecie świebodzińskim, w gminie Świebodzin, na prawym brzegu rzeki Paklicy, w polodowcowej kotlinie, sąsiadująca z Gościkowem i tamtejszym pocysterskim opactwem paradyskim.
Wieś duchowna Jordan, własność opata cystersów w Paradyżu pod koniec XVI wieku leżała w powiecie poznańskim województwa poznańskiego. W latach 1945–1954 siedziba gminy Jordanowo. W latach 1954–1972 wieś należała i była siedzibą władz gromady Jordanowo. W latach 1975–1998 miejscowość administracyjnie należała do województwa zielonogórskiego.
Historia Jordanowa jest nierozłącznie związana z dziejami sąsiedniego klasztoru. W latach 1940–1942 na terenie wsi istniał obóz pracy przymusowej, w którym więziono łódzkich Żydów.

## Zabytki
Do wojewódzkiego rejestru zabytków wpisany jest:
- kościół parafialny pod wezwaniem św. Anny, murowano-drewniany, zbudowany w XVI wieku przez paradyskich cystersów, przebudowany w XVII wieku, w 1882 roku; świątynia, o barokowym wystroju wnętrza, łączy w sobie elementy stylów późnogotyckiego w części starszej oraz neogotyckiego w części nowszej;

inne zabytki:
- zbór ewangelicki, z XIX wieku, obecnie nieczynny.